# Hemicamenta theryi
Hemicamenta theryi är en skalbaggsart som beskrevs av Brenske 1897. Hemicamenta theryi ingår i släktet Hemicamenta och familjen Melolonthidae. Inga underarter finns listade i Catalogue of Life.